# Republiek

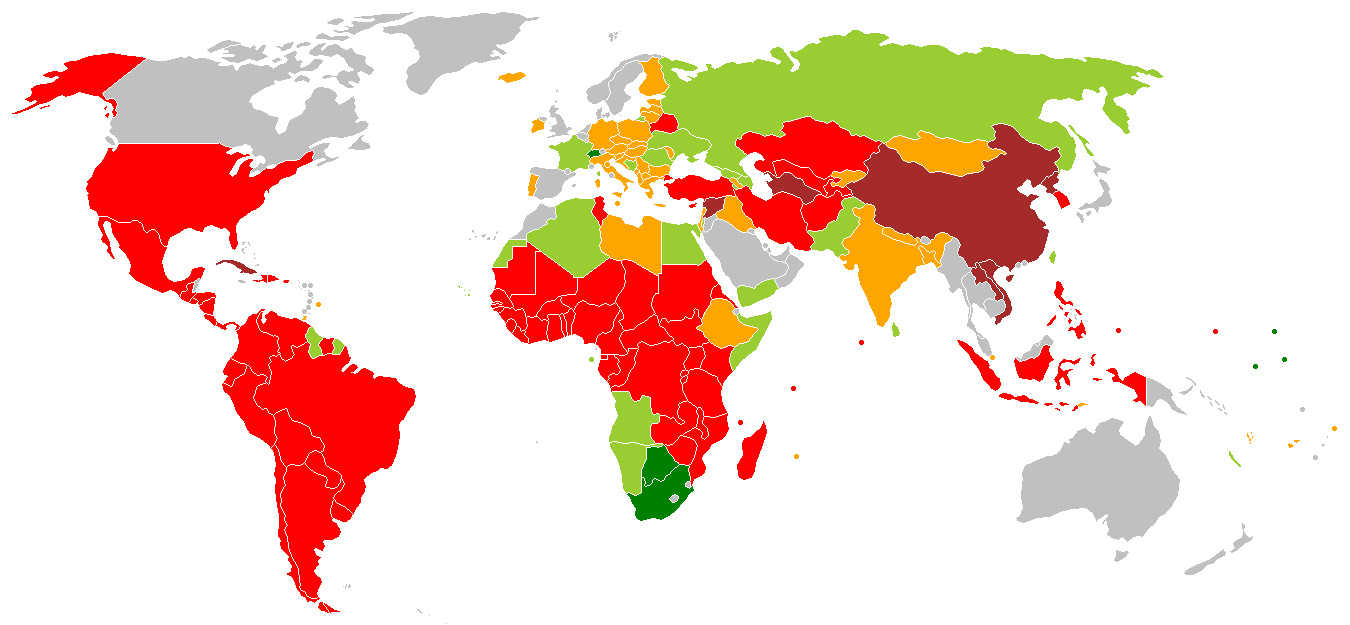
Republieken in de wereld:
presidentiële republieken met een presidentieel systeem;
presidentiële republieken met een parlementair systeem;
semipresidentiële republieken met een parlementair systeem;
parlementaire republieken;
republieken met een eenpartijstelsel in de grondwet.

Een republiek is een staat waarvan het staatshoofd niet door erfopvolging wordt aangewezen, maar op een of andere manier wordt verkozen. De hoogste macht ligt hierdoor bij één of meer personen, die de macht via het volk (democratie), het parlement of via een staatsgreep of als buitenlandse bezettende macht in handen gekregen hebben. Een republiek kan volgens Montesquieu zowel een democratie als een aristocratie zijn.
Het Nederlandse woord republiek komt via het Franse république van het Latijnse res publica (lett. 'zaak van het volk', dat je moet lezen als 'staat'), dat later één woord werd (respublica). Het streven naar een republiek heet republicanisme, iemand die streeft naar een republiek heet een republikein.
In Nederland wordt met de Republiek de historische Republiek der Zeven Verenigde Nederlanden (1588-1795) bedoeld.

## Geschiedenis

### Afrika
De meeste Afrikaanse landen werden na de Tweede Wereldoorlog en de daaropvolgende dekolonisatie republieken. Enkele landen bleven binnen de constructie van het Brits Gemenebest de Britse monarch erkennen als staatshoofd.
Nadat de Britten in 1795 de Nederlandse Kaapkolonie hadden geannexeerd, stichtten Boeren twee Boerenrepublieken buiten Brits bereik, de Republiek Graaff-Reinet en Republiek Swellendam, maar deze werden enkele maanden later ook ingelijfd. Tijdens de Grote Trek stichtten Voortrekkers nieuwe republieken ten noordoosten van de Britse Kaapkolonie om daar zelfstandig te kunnen leven. De grootste twee boerenrepublieken werden de Zuid-Afrikaansche Republiek (Transvaal) (1848–1902, erkend in 1852, 1877–1880 geannexeerd, opnieuw erkend in 1881) en Oranje Vrijstaat (Transoranje) (1848–1902, erkend in 1854). In 1931 werd Zuid-Afrika een dominion onder Britse kroon door het Statuut van Westminster. Het in 1948 ingestelde apartheidsregime werd binnen het Brits Gemenebest bekritiseerd, en mede om deze bemoeienis te verhinderen, maar ook vanwege nationalistische Afrikaners die weer een soort Boerenrepubliek wilden oprichten, hield men onder de blanke bevolking in 1960 een referendum, waarin de meerderheid koos voor een onafhankelijke republiek.
- Egypte: In 1952 pleegden de Egyptische Vrije Officieren onder feitelijke leiding van Gamal Abdel Nasser een staatsgreep; 11 maanden later werd de republiek uitgeroepen.
- Tunesië: Na een lange strijd voor autonomie en uiteindelijk onafhankelijkheid, werd het Koninkrijk Tunisië op 20 maart 1956 onafhankelijk van Frankrijk. De bey werd echter gezien als een overbodig persoon, ofwel als een Frans koloniaal restant ofwel als panarabist die de Tunesië's zelfstandigheid kon bedreigen. De Neo Destourpartij won de verkiezingen en riep op 25 juli 1957 de republiek uit; Habib Bourguiba werd eerst premier en daarna president.
- Libië: Een militaire staatsgreep onder leiding van kolonel Moammar al-Qadhafi in 1969 beëindigde het Koninkrijk Libië, dat werd vervangen door de Libisch-Arabische Republiek.

### Amerika

Verloop van de Spaans-Amerikaanse onafhankelijkheidsoorlogen 1808–1825
Regering onder koninklijk Spaans gezag
Loyaal aan Hoogste Centrale Junta of Cortes
Amerikaanse junta of rebellenbeweging
Republiek uitgeroepen of gevestigd
Franse bezetting van het Iberisch Schiereiland

In 1776 verklaarden de Verenigde Staten van Amerika zich als de eerste Europese overzeese kolonie onafhankelijk van het moederland Koninkrijk Groot-Brittannië. De Amerikaanse republiek baseerde haar Onafhankelijkheidsverklaring deels op het Nederlandse Plakkaat van Verlatinghe van 1581 tegen het Spaanse Rijk. Op haar beurt inspireerde zij de Franse en Haïtiaanse Revolutie, die allebei eveneens resulteerden in republieken. In navolging van haar ex-kolonisator werd Haïti in 1804 een keizerrijk, maar keizer Dessalines werd al in 1806 vermoord. Het land splitste in twee republieken: in het zuiden de Republiek Haïti, in noorden de Staat Haïti, dat in 1811 een koninkrijk werd en in 1820 weer door het zuiden geannexeerd.
De Spaans-Amerikaanse onafhankelijkheidsoorlogen (1808–1833) vermeerderden het aantal republieken op het westelijk halfrond aanzienlijk. De vrijheidsstrijd begon toen de Spaanse Bourbon-monarchie in 1808 viel met de 'Komedie van Bayonne': de Franse keizer Napoleon Bonaparte dwong de Spaanse koning en kroonprins tot abdicatie. Hij stelde zijn broer Jozef Bonaparte aan tot monarch, maar dat werd door de meeste Spanjaarden niet geaccepteerd, met de Spaanse Onafhankelijkheidsoorlog tot gevolg. Met het wegvallen van effectief centraal Spaans koloniaal bestuur over Zuid- en Midden-Amerika grepen onafhankelijkheidsgezinde republikeinen de Franse invasie van Spanje aan om zich van het moederland af te scheiden. Ondertussen trachtten reactionaire royalisten de koloniën te behouden voor de mogelijke terugkeer van de Spaanse monarchie, die zo lang werd vertegenwoordigd door de Junta Suprema Central, de Hoogste Centrale Junta. Deze Junta werd in 1812 vervangen door de door liberalen gedomineerde Cortes van Cádiz, die de basis legden voor Spanjes eerste constitutionele monarchie.

Nadat de Franse bezetters in 1814 waren verdreven en de monarchie was gerestaureerd, trachtte Spanje het koninklijk gezag in de Nieuwe Wereld ook te herstellen (de Reconquista). Aanvankelijk ging dit met succes: de Verenigde Provinciën van Nieuw-Granada, Mexico, Centraal-Amerika, de Caribische bezittingen en Chili werden heroverd. Het geweld waarmee dit gebeurde en de ingrijpende maatregelen die het Spaanse gezag de koloniën probeerde op te leggen, verhardde echter de houding van veel vrijheidsstrijders die eerst nog wel bereid waren zich met het Rijk te verzoenen. Onder de onafhankelijkheidsstrijders, die vaak samenwerkten om de Spanjaarden te verdrijven maar soms ook onderling slaags raakten, nam het republicanisme als alternatief op het Spaanse monarchisme een hoge vlucht. Een voor een werden de Midden- en Zuid-Amerikaanse ex-koloniën onafhankelijke republieken. Op 9 december 1824 beëindigde de beslissende slag bij Ayacucho de Spaanse heerschappij in Zuid-Amerika (op de royalistische Pincheira-guerrilla's in Patagonië na tot 1832). Een Mexicaans Keizerrijk hield het maar twee jaar uit (1821–1823), terwijl Spanje pas in 1829 zijn pogingen staakte om Mexico te heroveren.
Het Tweede Mexicaanse Keizerrijk onder Frans bewind hield het drie jaar uit (1864–1867); het land bleef een republiek. De Braziliaanse Onafhankelijkheidsoorlog van 1822 tot 1824 verzekerde de vestiging van het Keizerrijk Brazilië, dat uiteindelijk in 1889 een republiek werd. Op 25 november 1975 verklaarde de Republiek Suriname zich na veel onderhandelen en wederzijdse instemming onafhankelijk van het Koninkrijk der Nederlanden.

### Azië
China werd na meer dan 2000 jaar keizerrijk in 1911 een republiek. De dekolonisatie van Brits-Indië resulteerde in 1947 in de nieuwe republieken India en Pakistan. In de Indonesische Onafhankelijkheidsoorlog (1945–1949) streed de Republik Indonesia tegen het Koninkrijk der Nederlanden, waarna Nederlands-Indië werd omgevormd tot de federale Verenigde Staten van Indonesië op 27 december 1949; binnen een jaar werden alle andere deelstaten echter geannexeerd door de unitaire Republiek Indonesië. De Iraanse Revolutie (1978–1979) beëindigde de Pahlavidynastie en leidde tot de stichting van de Islamitische Republiek Iran. Na een tienjarige burgeroorlog (1996–2006) werd Nepal in 2008 de huidige jongste republiek ter wereld.

### Europa

#### Premodern Europa
Tot de Franse Revolutie was de republiek in Europa een zeldzame staatsvorm; de meeste landen waren monarchieën. Enkele bekende pre-moderne voorbeelden zijn de Romeinse Republiek (± 500 v.Chr.–27 v.Chr.), de Republiek Venetië (726–1797), de Republiek Genua (1005–1797), de Florentijnse Republiek (1115–1531), de Republiek Siena (1125–1555), de Republiek Novgorod (1136–1476), het Oude Zwitserse Eedgenootschap (1291–1798), de Republiek der Zeven Verenigde Nederlanden (1588–1795) en het Engelse Gemenebest (1649–1660). In het Heilige Roomse Rijk waren er ook tientallen vrije rijkssteden die niet onder het rechtstreeks gezag van de keizer, noch van enig vorst vielen, en derhalve als republieken zouden kunnen worden beschouwd. Hoewel de macht in deze landen, dikwijls stadstaten, niet lag bij een enkel persoon, waren het ook geen democratieën in moderne zin; vaak waren er enkele aristocratische of oligarchische families die door hun welgesteldheid in plaats van afstamming de politiek konden domineren. Het Pools-Litouws Gemenebest was een mengvorm tussen een kiesmonarchie en een republiek en wordt vaak als beide aangeduid.

#### Franse tijd
Onder invloed van Verlichtingsidealen zoals het sociaal contract en volkssoevereiniteit bij de geleerden en hongersnoden bij de bevolking, brak in de loop van 1789 de Franse Revolutie uit. Deze richtte zich tegen de macht van de koning en de kerk en in een reeks opstanden en hervormingen werd gepoogd een nieuw, beter politiek systeem te ontwerpen. Tijdens de gelijktijdig plaatsvindende Luikse Revolutie en Brabantse Omwenteling in de Zuidelijke Nederlanden waren eerst met Pruisische en later Franse steun al een Luikse Republiek en een Republiek der Verenigde Nederlandse Staten opgericht, maar deze werden spoedig door Oostenrijk heroverd (1789–1791).
Ondertussen radicaliseerde de Revolutie in Frankrijk: revolutionairen dwongen eerst een constitutionele monarchie (1791–1792) af, waarbij ze de koning nog handhaafden als staatshoofd met een sterk ingeperkte macht, maar op 22 september 1792 stichtte men uiteindelijk de Eerste Franse Republiek. De omliggende Europese vorstenhuizen vreesden voor hun kroon en trachtten de Franse monarchie te herstellen, terwijl het nieuwe bewind de Franse Revolutie probeerde te exporteren. Elk buurland dat de Fransen, vanaf 1799 onder leiding van Napoleon Bonaparte als eerste consul, veroverden, werd door de Franse Republiek geannexeerd (België, het Rijnland en enkele Noordwest-Italiaanse staatjes) of een zogeheten zusterrepubliek: Helvetische Republiek, Bataafse Republiek/Bataafs Gemenebest, Cisrheniaanse Republiek,Ligurische Republiek, Republiek Alba, Piëmontese Republiek, Cispadaanse Republiek, Transpadaanse Republiek, Cisalpijnse Republiek/Italiaanse Republiek, Romeinse Republiek en Parthenopeïsche Republiek.
Nadat Napoleon zich echter in 1804 tot keizer kroonde, liet hij de republikeinse staatsvorm varen, stichtte het Eerste Franse Keizerrijk en vormde alle Franse vazalstaten (op Zwitserland na) om tot koninkrijken, waarover hij familieleden als staatshoofd aanstelde.

#### Restauratie en terugkeer der republieken
Na Napoleons nederlaag bij Waterloo (1815), 'restaureerden' de vorstenhuizen bij het Congres van Wenen de kaart van Europa tot 64 staten, waarvan Zwitserland de enige republiek van betekenis was. Na de Februarirevolutie (1848) werd Frankrijk weer kort een republiek, maar nadat Napoleons neef Napoleon III werd verkozen tot president, trok hij steeds meer macht naar zich toe en riep in 1852 het Tweede Franse Keizerrijk uit. Toen waren er 50 vorstendommen in Europa en nog steeds maar één significante republiek. Kort na de Slag bij Sedan tijdens de verwoestende Frans-Duitse Oorlog werd keizer Napoleon III gevangengenomen door het Franse leger (2 september 1870); twee dagen later riep een revolutionair bewind in Parijs echter de Derde Franse Republiek uit en zette de oorlog nog vijf maanden voort. Sindsdien is Frankrijk een republiek gebleven, samen met Zwitserland lang een van de weinigen op Europese bodem. Pas na 1908 (Koningsmoord van Lissabon) nam het aantal republieken gestaag toe. De Oktoberrevolutie van 1910 leidde tot de Eerste Portugese Republiek.

#### Eerste Wereldoorlog en Interbellum
Door de Eerste Wereldoorlog vielen talloze Europese koningshuizen, waaronder alle Duitse vorstendommen die in de Weimarrepubliek opgingen. Ingrijpender nog was de Russische Revolutie in 1917, die uiteindelijk resulteerde in de Unie van Socialistische Sovjetrepublieken. Deze communistische staat zou een groot deel van Oost-Europa en Noord-Azië omvatten, na een lange burgeroorlog met monarchistische conservatieve krachten en verschillende veroveringsoorlogen op onafhankelijk geworden staten. Een reeks naties verklaarde zich onafhankelijk als republiek, na het imploderen van het keizerrijk Rusland: Finland, Estland, Letland, Litouwen, Polen, Oekraïne, Georgië, Armenië, Azerbeidzjan en de Bergrepubliek van de Noordelijke Kaukasus. De meesten werden nadien weer ingelijfd door communistisch Rusland door middel van militaire herovering.
De desintegratie van Oostenrijk-Hongarije leidde tot de vorming van de Eerste Tsjecho-Slowaakse Republiek en de Eerste Oostenrijkse Republiek; in de overige landen ontstonden nieuwe koninkrijken nadat republikeinse bewegingen werden verslagen. En ten slotte verrees uit de restanten van het Ottomaanse Rijk de Republiek Turkije, met het nationale parlement in Ankara in plaats van Istanboel, dat sinds de 15e eeuw rijkshoofdstad was geweest. Hoewel veel tronen wankelden tijdens en kort na de Eerste Wereldoorlog, bleven ze in de meeste Europese staten toch overeind. Zo vergiste Troelstra zich dat men ook in Nederland zat te wachten op een republiek.
In 1924 werd in Griekenland de Tweede Helleense Republiek uitgeroepen na nederlaag in de Grieks-Turkse Oorlog (1919–1922) die de monarchie ten val bracht. De democratisch gehouden Spaanse verkiezingen van 1931 resulteerden in een grote overwinning van republikeinen, waarop koning Alfons XIII het land ontvluchtte en de Tweede Spaanse Republiek werd uitgeroepen. Conservatieve krachten waaronder nationalisten, katholieken en fascisten onder leiding van Francisco Franco kwamen echter in opstand en na een bloedige burgeroorlog (1936–39) waar verscheidene andere Europese landen en groeperingen zich in mengden, kwam de republiek ten val. De haar vervangende Spaanse Staat was ook in feite een republiek, maar Franco herstelde in 1947 nominaal de monarchie. Tijdens de Ierse Burgeroorlog moesten de republikeinen het onderspit delven en werd de Ierse Vrijstaat (1922–1937) een dominion binnen het Brits Gemenebest met de Britse monarch als staatshoofd. Met de aanname van een nieuwe grondwet in 1937 verliet Ierland het Gemenebest, maar er ontstond onduidelijkheid over de exacte status van het staatshoofd van Ierland omdat het een president had, maar ook de Britse monarch (George VI) niet expliciet afgezworen. Pas in 1949 werd Ierland expliciet een republiek verklaard en iedere band met het Verenigd Koninkrijk verbroken.

#### Tweede Wereldoorlog
Nadat de geallieerden de Italiaanse koloniën bezetten en in juli 1943 Italië binnenvielen, kreeg Benito Mussolini op 25 juli een motie van wantrouwen tegen zich en werd ontslagen door koning Victor Emanuel III en gevangengezet, waarna het land in het geheim onderhandelde om naar de geallieerden over te lopen. In september greep het Duitse leger in, bezette Noord- en Midden-Italië en bevrijdde Mussolini, die werd aangesteld over de Italiaanse Sociale Republiek (1943–1945) als tegenregering van het Koninkrijk Italië in het zuiden; in feite was het echter niet meer dan een Duitse marionettenstaat. Nadat het koninkrijk met hulp van de geallieerden een einde had gemaakt aan de Sociale Republiek, werd Italië na een referendum in 1946 met een krappe meerderheid van 54,3% de monarchie vervangen door een republiek.
Nadat IJsland in 1918 al een koninkrijk onder Deense kroon was geworden, volgde in mei 1944 een volksraadpleging waarin 98,% van de kiesgerechtigde IJslanders vóór een republiek stemde; in juni riep het parlement de onafhankelijke Republiek IJsland uit.

#### 1945 tot heden
Oost-Europese landen bezet door het Rode Leger werden na 1945 stuk voor stuk volksrepublieken.
In 1947 herstelde Franco nominaal de Spaanse monarchie, maar wees geen koning aan, zodat het land de facto een republiek bleef. Vanaf 1969 kreeg Juan Carlos I de Spaanse koningstitel, die hij eerst tijdelijk en na Franco's dood permanent kreeg, waarmee de Spaanse republiek geheel was uitgewist ten gunste van een nieuwe constitutionele monarchie (1978).
In 1974 werd de Griekse monarchie definitief afgeschaft en de Derde Helleense Republiek uitgeroepen.
Eind jaren 1990 waren er 43 Europese staten, waarvan nog maar 11 monarchieën. Anno 2016 zijn dat er 12: Andorra, België, Denemarken, Liechtenstein, Luxemburg, Monaco, Nederland, Noorwegen, Spanje, Vaticaanstad, het Verenigd Koninkrijk en Zweden.

### Oceanië
- Micronesië: Nauru werd in 1968 een onafhankelijke republiek, Kiribati in 1979, Micronesië en de Marshalleilanden in 1986 en Palau in 1994.
- Melanesië: Vanuatu werd in 1980 een onafhankelijke republiek, Fiji werd in 1987 een republiek na in 1970 onafhankelijkheid te hebben verkregen.
- Polynesië: Samoa is sinds 1962 de eerste onafhankelijke Polynesische staat en nog steeds de enige onafhankelijke Polynesische republiek. De Republiek Hawaï bestond van 1894 tot 1898, werd geannexeerd door de Verenigde Staten en uiteindelijk de 50e staat.

## Republiek in verhouding tot andere staatsvormen
Tegenwoordig is het staatshoofd van een republiek een president. In het verleden werd dat nog weleens anders gezien. Tot in de 19e eeuw werd een republiek vooral gezien als een staatsvorm, naast de monarchie, democratie en aristocratie. Dit kwam voornamelijk door de voorbeelden uit het verleden. Bij elk van de staatsvormen was een klassiek voorbeeld te bedenken en een republiek had zijn voorbeeld in de oude Romeinse Republiek. Deze voorbeelden dicteerden bovendien hoe de staatsinrichting was. Staatsinrichting en staatsvorm waren in feite synoniem. De staatsinrichting bepaalde de staatsvorm en een staatsvorm kende een vastgelegde staatsinrichting. Dat er in de eigen tijd ook republieken waren, zoals de Republiek der Zeven Verenigde Nederlanden en Zwitserland, werd gemakshalve vergeten. Of beter gezegd, in de klassieke Oudheid kwamen deze vormen niet voor en werden daarom als minderwaardig beschouwd.
Dat in de 18e en 19e eeuw de oude Romeinse republiek als voorbeeld diende bij het inrichten van een republiek is tegenwoordig o.a. nog te vinden in de benamingen van sommige overheidsfunctionarissen in Frankrijk, zoals "prefect". Maar ook in de Verenigde Staten, waar de president niet direct gekozen wordt door het volk maar door de kiesmannen. Deze kiesmannen zijn een soort equivalent van de Romeinse volksvergadering, en uiteraard is er in de Verenigde Staten de Senaat. Ook na de Spaans-Amerikaanse onafhankelijkheidsoorlogen maakte Simón Bolívar bij de inrichting van de staat gretig gebruik van het voorbeeld van Rome, zowel in staatsinrichting als in benamingen van functionarissen.
Tegenwoordig wordt een republiek niet meer gezien als een staatsvorm met 'verplichte' staatsinrichting, maar vooral als tegenhanger van een monarchie. Een republiek heeft daarom meestal een president als staatshoofd, maar dat is niet per se zo. De oude tegenhanger democratie wordt nu opgevat als equivalent van algemeen kiesrecht. Beide staatsvormen, monarchie en republiek, kunnen democratisch zijn, maar beide kunnen dat ook niet zijn. Praktisch bepaalt de titel van het staatshoofd in welke categorie een land valt. Zo wordt Maleisië doorgaans niet als republiek gezien, hoewel de opvolging van het Maleisische koningschap niet zoals elders wordt overgeërfd maar door gekozen koningschap tot stand komt. Andersom worden dictaturen waarin de macht van vader op zoon is doorgegeven, zoals Noord-Korea, de Democratische Republiek Congo en Togo, wel als republiek aangeduid. Het verschil tussen een republiek en een monarchie is soms dan ook weinig meer dan een verschil in titulatuur en traditie. Wanneer een land een republikeinse staatsvorm heeft die echter niet door de bevolking en/of politieke elitie wordt gesteund, spreekt men van een republiek zonder republikeinen.

## Modellen
In de geschiedschrijving worden er enkele dominante republikeinse staatsvormen onderscheiden:
- Klassieke republiek: de Romeinse Republiek en andere antieke niet-dynastieke stadstaten. Hieronder vielen (vooral na 500 v.Chr.) ook sommige Oud-Griekse poleis zoals de Atheense democratie en het klassieke Korinthe en ook de Fenicische stadstaat Carthago in de westelijke Middellandse Zee, zie ook Monarchieën in Europa § Archaïsche en klassieke oudheid.
- Handelsrepubliek: doorgaans middeleeuwse stadstaatjes die rijk werden door handel overzee. Als model hiervoor gelden de Italiaanse en Dalmatische maritieme republieken.
- Calvinistische republiek: enkele stadstaten of gewesten waar tijdens de 16e-eeuwse Reformatie radicale calvinisten de macht grepen en een bewind voerden waar geen enkele vorst de macht had, maar het gezag rechtstreeks aan de christelijke God werd toegeschreven (theocratie). Genève onder leiding van Johannes Calvijn zelf (1536–1564), de Gentse Republiek, de Antwerpse Republiek en de Brusselse republiek (1577–1585) en ook de Republiek der Zeven Verenigde Nederlanden (1581–1795) worden wel als 'calvinistische republiek' betiteld.
- Liberale republiek of revolutionaire republiek: republieken die in de 18e en 19e eeuw tot stand kwamen onder invloed van anti-monarchistische Verlichtingsideeën. De bekendste voorbeelden zijn de jonge Verenigde Staten, ontstaan tijdens de Amerikaanse Onafhankelijkheidsoorlog (1775–1783), en de Eerste Franse Republiek (1792–1804), ontstaan tijdens de Franse Revolutie.
- Socialistische republiek of volksrepubliek: een politieke uitwerking van het marxisme, waarin de gemeenschap de macht heeft, iedereen gelijk is en al het bezit van iedereen is. Het bekendste voorbeeld is de Sovjet-Unie (1922–1991), een federatie van 15 socialistische sovjetrepublieken die tijdens de Koude Oorlog een supermacht was. Een vroege vorm was de radenrepubliek.

Vooral in Nederland is het sinds ca. 2000 gebruikelijk om met betrekking tot een hypothetische toekomstige republiek te spreken in termen van modellen, gebaseerd op hoe enkele andere staten in de wereld momenteel zijn ingericht. Deze modellen hebben doorgaans een liberale insteek.

### Amerikaans model
In sommige landen is de president de machtigste persoon, zoals in de Verenigde Staten, waar hij staatshoofd én regeringsleider is. Dit model leidt tot een zeer grote concentratie van macht bij één persoon, wat niet door iedereen op prijs wordt gesteld. In West-Europa vindt dit systeem dan ook weinig navolging. Veel landen in Latijns-Amerika hanteren echter wel dit systeem.
Het Amerikaanse model vindt zijn oorsprong in het feit dat het land ontstaan is door separatisme. Voorheen was er geen koning of vorst die men in de toenmalige constellatie wilde vervangen, en zag men niet in waarom de functies van regeringsleider en staatshoofd gescheiden moesten zijn.
Bovendien paste dit in de politieke filosofie van de tijd van het ontstaan van de VS. Volgens deze theorie, die men als eerste in de VS goed wilde toepassen, moet er een scheiding zijn tussen de uitvoerende, wetgevende en rechterlijke macht. Elk van deze drie kunnen binnen hun machtsgebied de andere in de gaten houden, controleren en corrigeren. Binnen dit stelsel is er dus geen plaats voor een splitsing van de uitvoerende macht.

### Frans model
Een ander model met een sterke president is het model dat men in Frankrijk heeft. De president is hier niet tegelijk staatshoofd en regeringsleider. De president heeft zeer veel macht en overklast de premier. Zo kan hij de premier benoemen en ontslaan, referenda uitschrijven, is hij opperbevelhebber van het leger en kan hij verdragen afsluiten.
Het Franse model heeft zijn oorsprong in het koningschap van vroeger. De machtige rol van de koning is hier vervangen door een president, maar nog steeds heeft de figuur van het staatshoofd zeer veel macht. Men heeft de toestand van na de revolutie van 1830 min of meer hersteld na een woelige 19e eeuw, maar het erfelijke staatshoofd vervangen door een verkozene.
Bovenstaande bewering is inderdaad juist indien men dit beziet vanuit een lange-termijn historisch oogpunt. De meer directe aanleiding voor het ontstaan van het Franse systeem, dat ook wel een semipresidentieel stelsel wordt genoemd, was de, tijdens de eerste helft van de 20e eeuw, immer voortdurende cyclus van regeringen die vielen, verkiezingen die werden uitgeschreven, regeringen die werden gevormd en vervolgens binnen een maand weer vielen. Dit had te maken met het uiterst gefragmenteerde Franse partijsysteem, gecombineerd met een vergaande antipathie van de politieke partijen voor het aangaan van compromissen. Dit laatste was natuurlijk een gevolg van de ideologieënstrijd die toentertijd in heel Europa heerste. Aan De Gaulle is toen gevraagd om Frankrijk weer bestuurbaar te maken en deze heeft de zwaarte van de macht toen verplaatst van de politieke partijen naar een gekozen president.
In het Franse semipresidentiële stelsel, dat twee grote blokken van met elkaar sympathiserende politieke partijen kent, ontstaan derhalve periodes van veel daadkracht van de regering (als de premier en de president van dezelfde politieke kleur zijn), maar ook periodes van wederom moeizame samenwerking tussen de verschillende politieke groeperingen in Frankrijk (als de premier en de president niet van dezelfde politieke kleur zijn).

### Duits model
In andere landen, zoals Duitsland, Turkije, Ierland en Israël, speelt de president nauwelijks een rol in de politiek. De president heeft voornamelijk een ceremoniële functie en vaak is die ceremoniële rol zo vaag en de macht van de president zo gering dat er soms stemmen opgaan om de positie af te schaffen.
Ook hier is er een monarchie aan dit model voorafgegaan. Toen de Duitse keizer Wilhelm II werd afgezet in 1918 is hij vervangen door een Rijkspresident. Deze president had veel bevoegdheden. Zo was hij het die de rijkskanselier benoemde. Ook kon hij de Rijksdag ontbinden en nieuwe verkiezingen uitschrijven. Na de Tweede Wereldoorlog kreeg het nieuwe ambt van Bondspresident een meer protocollaire rol toe; alleen in tijden van nood bezit hij noodbevoegdheden.

### Zwitsers model
De zevenkoppige Bondsraad geeft niet alleen leiding aan de uitvoerende macht, maar fungeert ook als collectief staatshoofd. De voorzitter van de Bondsraad die 'Bondspresident' wordt genoemd, heeft geen extra macht, maar is een eerste onder zijn gelijken. Het voorzitterschap van de Bondsraad rouleert jaarlijks.
De leden van de Bondsraad worden wel door het parlement gekozen, maar hebben vervolgens geen steun of vertrouwen (van de meerderheid) van het parlement meer nodig. De Bondsraad kan het parlement ook niet tussentijds ontbinden.
Het Zwitsers model vindt zijn oorsprong in het Franse Directoire (1795-1799).

### San Marinese model
San Marino, de oudste Europese republiek, heeft aan het hoofd twee Capitani Reggenti die door het parlement worden gekozen en telkens voor een periode van een half jaar als "regent" optreden.

## Volksrepubliek en Socialistische Republiek
Deze twee republikeinse stelsels zijn praktisch hetzelfde en komen voor in communistische (stalinistische) landen en volksdemocratieën. Het ambt van staatshoofd wordt veelal vervuld door een voorzitter van een Nationale Assemblee of door een voorzitter van een Staatsraad (zie: Staatsraadvoorzitter). In de alledaagse praktijk ligt de macht veelal in handen van een partijleider.
De term 'volks' is aan republiek toegevoegd om extra te benadrukken dat het volk aan de macht is en niet een selecte groep. Dit vanwege de (oude) associatie van het woord republiek met de aristocratische inrichting van de Romeinse staat in de Oudheid. Het is geen monarchie, maar een republiek en er is dus geen erfopvolging. Toch lijkt dit laatste in Noord-Korea wel het geval.
Tegenwoordig is dit niet meer zo bijzonder, omdat bijna alle democratieën ter wereld een tamelijk algemeen kiesrecht kennen. Dat is echter niet altijd zo geweest. Vandaar dat de term volksrepubliek kon ontstaan, als contrast met de burgerlijke democratieën, waar meestal (tot het begin van de 20e eeuw) een hoeveelheid geld of bezit als drempel gold om te mogen stemmen.